# Golden Corral
A Golden Corral é uma rede americana de bufês e grelhados à vontade. É uma empresa privada com sede na cidade americana de Raleigh, Carolina do Norte, com unidades em 43 estados dos Estados Unidos e Porto Rico.

## História
Em 1971, James Maynard e William F. Carl tiveram a ideia de abrir sua própria empresa depois de tentativas malsucedidas de franquear com outras empresas. Como resultado, a Golden Corral foi fundada em 1972 e o primeiro restaurante da rede foi inaugurado em 3 de janeiro de 1973 em Fayetteville, Carolina do Norte.
Três meses após a abertura do primeiro restaurante, a empresa abriu um segundo restaurante, em 17 de setembro de 1973, em Raleigh, Carolina do Norte. O terceiro foi aberto em 18 de junho de 1974, novamente em Fayetteville. Desde então, a empresa se expandiu para 486 locais nos Estados Unidos.